# Gare de Tokuyama
La gare de Tokuyama (徳山駅, Tokuyama-eki) est une gare ferroviaire de la ville de Shūnan, dans la préfecture de Yamaguchi, au Japon. Elle est exploitée par la compagnie JR West.

## Situation ferroviaire
La gare de Tokuyama est située au point kilométrique (PK) 388,1 de la ligne Shinkansen Sanyō et au PK 414,9 de la ligne principale Sanyō.

## Histoire
La gare a été inaugurée le 25 septembre 1897.

## Service des voyageurs

### Accueil
La gare dispose d'un bâtiment voyageurs ouvert tous les jours, avec des guichets et des automates pour l'achat de titres de transport.

### Desserte
- Ligne principale Sanyō :

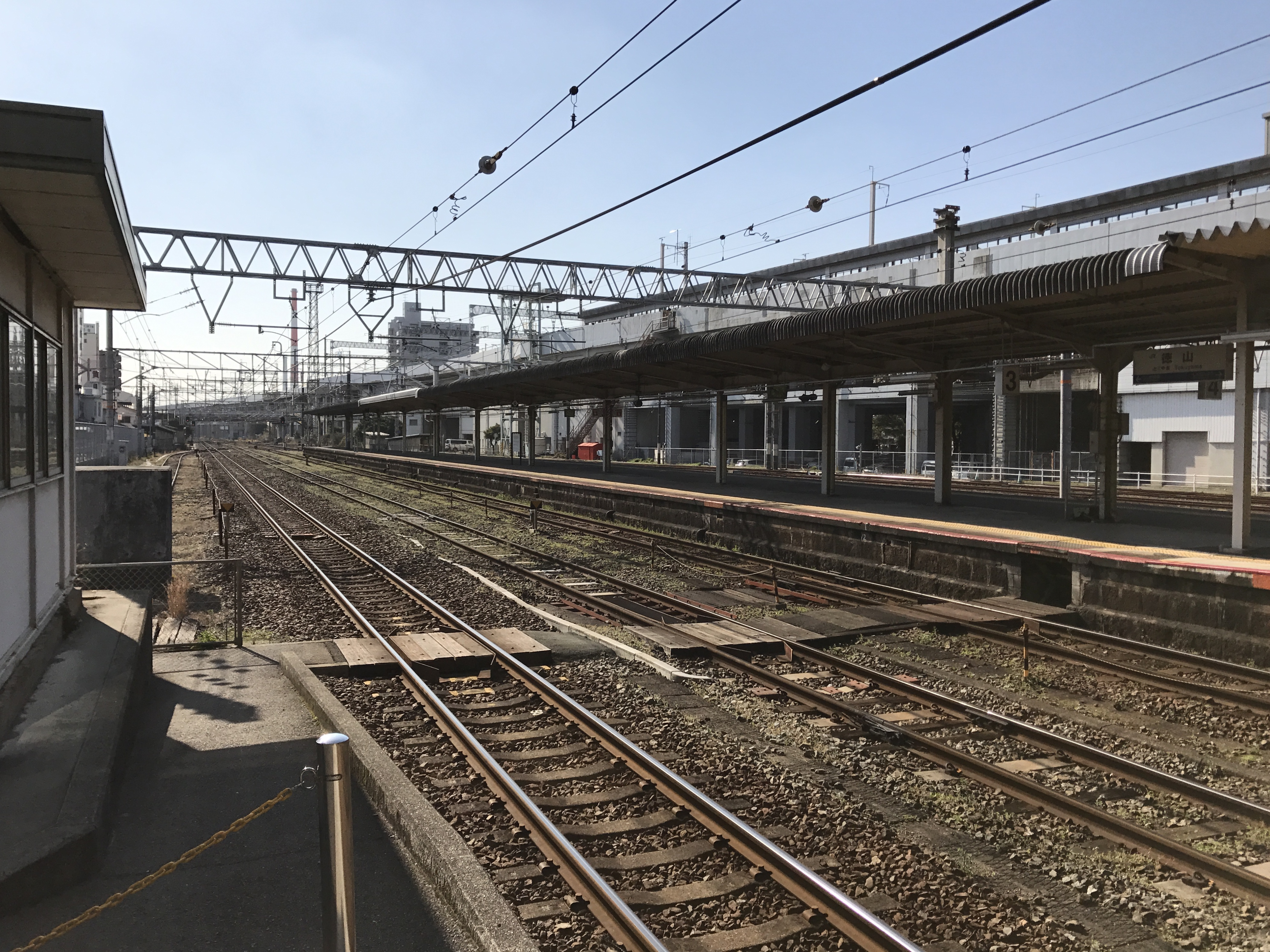
Vue des voies

  - voies 1 et 3 : direction Hiroshima
  - voies 4 et 5 : direction Shimonoseki
- Ligne Gantoku :
  - voie 3 : direction Iwakuni
- Ligne Shinkansen Sanyō :
  - voie 6 : direction Shin-Osaka
  - voie 7 : direction Hakata